# Naselje Pere Biškupa
Naselje Pere Biškupa (Povijesno znano kao Mali Logor ili Malo Logorište) je naselje i povijesni lokalitet u Bjelovaru unutar četvrti Logorište. Naselje Pere Biškupa nalazi se na prostoru današnje ulice Alojzija Stepinca, Milana Šufflaya i kanala Ciglarski potok.

## Povijest

### Uspostava
Današnje Naselje Pere Biškupa prvo se pojavilo kao ciglana i nalazište gline u krugu vojnog vježbališta Logor zapadno od Kapelske ulice (danas Ulica Petra Biškupa Vene), koja je zatvorena širenjem grada prema sjeveru prema Ivanovčanima oko 1900-ih.
Godine 1901. se na mjestu stare ciglane gradi nova vojna bolnica u Bjelovaru, koja je srušena 1970-ih radi izgradnje Elektre Bjelovar. Ciglana se seli na lokaciju nedaleko u obližnje Ivanovčane, gdje se zgrade ciglane nalaze i danas. 
Na gradskom planu 1933. godine, pod Kraljevinom Jugoslavijom prostor uz Ciglarski potok te današnja ulica Milana Šufflaya su nosili naziv Mali Logor i ulica Malo Logorište. Elektrifikacijom grada Bjelovara 1936. godine su Novi Ivanovčani, Kapelska ulica i Mali Logor ostali neobuhvaćeni, čemu su se građani bunili, međutim, njihovi su prigovori ostali odbijeni.

### Razvoj u 20. stoljeću
Najveći razvoj Malog Logorišta dogodio se nakon Drugog svjetskog rata, kada je na mjestu Malog Logorišta uspostavljeno današnje naselje Pere Biškupa, naziv ulice Mali Logor se mijenja u Ulicu Josipa Kraša, a Kapelska ulica u Ulicu Petra Biškupa Vene po kojoj naselje dobiva i naziv. Unutar naselja su također uspostavljene nove ulice, poput Ulice Franje Klauza (Danas Ulica Pavla Radića) te najznačajnija ulica – Ulica Salvadora Allendea (danas Ulica Alojzije Stepinca) na kojoj su izgrađene višestambene zgrade.